# Pujament

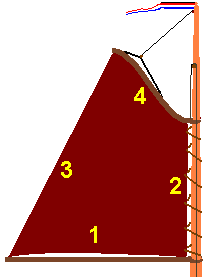
Les vores d'una vela cangrea:
1) pujament 2) gratilet
3) baluma 4) gràtil

En nàutica, es coneix amb el nom de pujament el costat inferior d'una vela llatina, el costat pel que se subjecta a la verga una vela quadra o en general, el costat pel que se subjecta a la botavara una vela de tallant.
En el cas d'una vela triangular, és la part de la vela envergada, lligada a la verga, és a dir, la part compresa entre els dos punys anteriors de la vela: el puny d'amura i el puny de drissa.
Hi ha diferents tipus de pujament, segons la forma de fixar la ralinga corresponent a la botavara.
- Lliure com el cas del floc o la vela llatina
- Lligat a la botavara mitjançant els garrutxos
- Amb un nervi de cordó o cable cosit al llarg de tota la vora, que llisca dins la botavara.[5]

## Vores de les veles
Les altres vores d'una vela són:
- Vora superior: és el "gràtil" d'una vela cangrea, que a les veles d'aparell rodó va subjecta a una verga horitzontal.[6]
- Vora vertical de proa: o caiguda de proa, és el "gratilet" en una vela cangrea o és el "gràtil" a la resta de veles.[1][4]
- Les vores verticals reben el nom de baluma i poden ser: la caiguda de popa d'una vela proa-popa o les vores laterals d'una vela quadra o espinàquer, tenint en compte que qualsevol d'elles pot ser el "gràtil", depenent de l'amura del vaixell.[1][7]